# Picco di Bragg

La curva di Bragg di alfa a 5,49 MeV nell'aria ha il suo picco a destra ed è asimmetrica sulla sinistra, a differenza di un fascio di raggi X

Il picco di Bragg è un picco sulla curva di Bragg, che raffigura la perdita di energia delle radiazioni ionizzanti durante il percorso attraverso la materia. Per i protoni, raggi α, e altri fasci di ioni, il picco accade immediatamente prima che le particelle si fermino. Il picco prende il nome da William Henry Bragg che lo scoprì nel 1903.
Quando una particella carica veloce si muove dentro la materia, ionizza gli atomi del materiale e deposita una dose lungo il suo cammino. Un picco accade perché la sezione d'urto aumenta al diminuire dell'energia della particella carica. L'energia persa è inversamente proporzionale al quadrato della velocità, il che spiega come mai il picco accade subito prima dell'arresto della particella. Nella prima figura, c'è il picco per le particelle alfa con energia 5,49 MeV nell'aria. Nella seconda figura, c'è il picco del fascio di protoni di 250 MeV prodotto da un acceleratore di particelle. La figura mostra anche l'assorbimento di fotoni energetici (raggi X) che è di natura completamente differente; la curva è perlopiù esponenziale.

La dose prodotta da un fascio di protoni nativo e da uno modificato che attraversa i tessuti, paragonato con l'assorbimento di un fascio di fotoni (raggi X)

Questo fenomeno si sfrutta nella terapia adronica del cancro, per concentrare l'effetto di fasci ionici leggeri sul tumore trattato e al tempo stesso minimizzare l'effetto sul tessuto circostante sano.
La curva blu in figura ("il fascio di protoni modificato") mostra come il fascio di protoni monoenergetico con il picco netto viene allargato incrementando la gamma delle energie, così da trattare un tumore di volume più grande. Questo si ottiene usando attenuatori di spessore variabile.